# Větrovka
Větrovka je druh bundy, který se obléká na horní část těla. Její nepropustný materiál, chrání člověka tepelně od chladného větru. Vyrábějí se i větrovky, které nepropouští dešťovou vodu. Na druhé straně umožňují tělu dýchat odvádějíce lidský pot.